# Премия Ферма
Премия Ферма (фр. Prix Fermat) — международная математическая премия для молодых учёных (до 45 лет). Присуждается Тулузским Математическим институтом (фр. Institut de mathématiques de Toulouse). Носит имя математика Пьера де Ферма.
Премия основана в 1989 году, награждение происходит раз в два года. Награда составляет 20 тысяч евро. Лауреат должен написать статью с обзором своих исследований для журнала Les Annales de la Faculté des Sciences de Toulouse.

## Лауреаты
- 1989 – Аббас Бахри[англ.], Кен Рибет[англ.]
- 1991 – Жан-Луи Кольо-Телен[англ.]
- 1993 – Жан-Мишель Корон[англ.]
- 1995 – Эндрю Джон Уайлс
- 1997 – Мишель Талагран
- 1999 – Фабрис Бетуэль[фр.], Фредерик Эля[фр.]
- 2001 – Ричард Лоуренс Тейлор, Венделин Вернер
- 2003 – Луиджи Амбросио
- 2005 – Пьер Колмез[фр.], Жан-Франсуа Ле Галь[фр.]
- 2007 – Чандрашекхар Кхаре[англ.]
- 2009 – Элон Линденштраусс, Седрик Виллани
- 2011 – Манджул Бхаргава, Игорь Роднянский[англ.]
- 2013 – Камилло Де Леллис[англ.], Мартин Хайрер
- 2015 – Лор Сен-Раймон[англ.], Петер Шольце
- 2017 – Simon Brendle[англ.], Nader Masmoudi[фр.]
- 2019 – Алексей Бородин, Марина Вязовская
- 2021 – Фернандо Кода Маркес[англ.], Винсент Пиллони[фр.]
- 2023 – Джейсон Миллер[англ.], Аарон Набер[фр.]